# Hospital militar

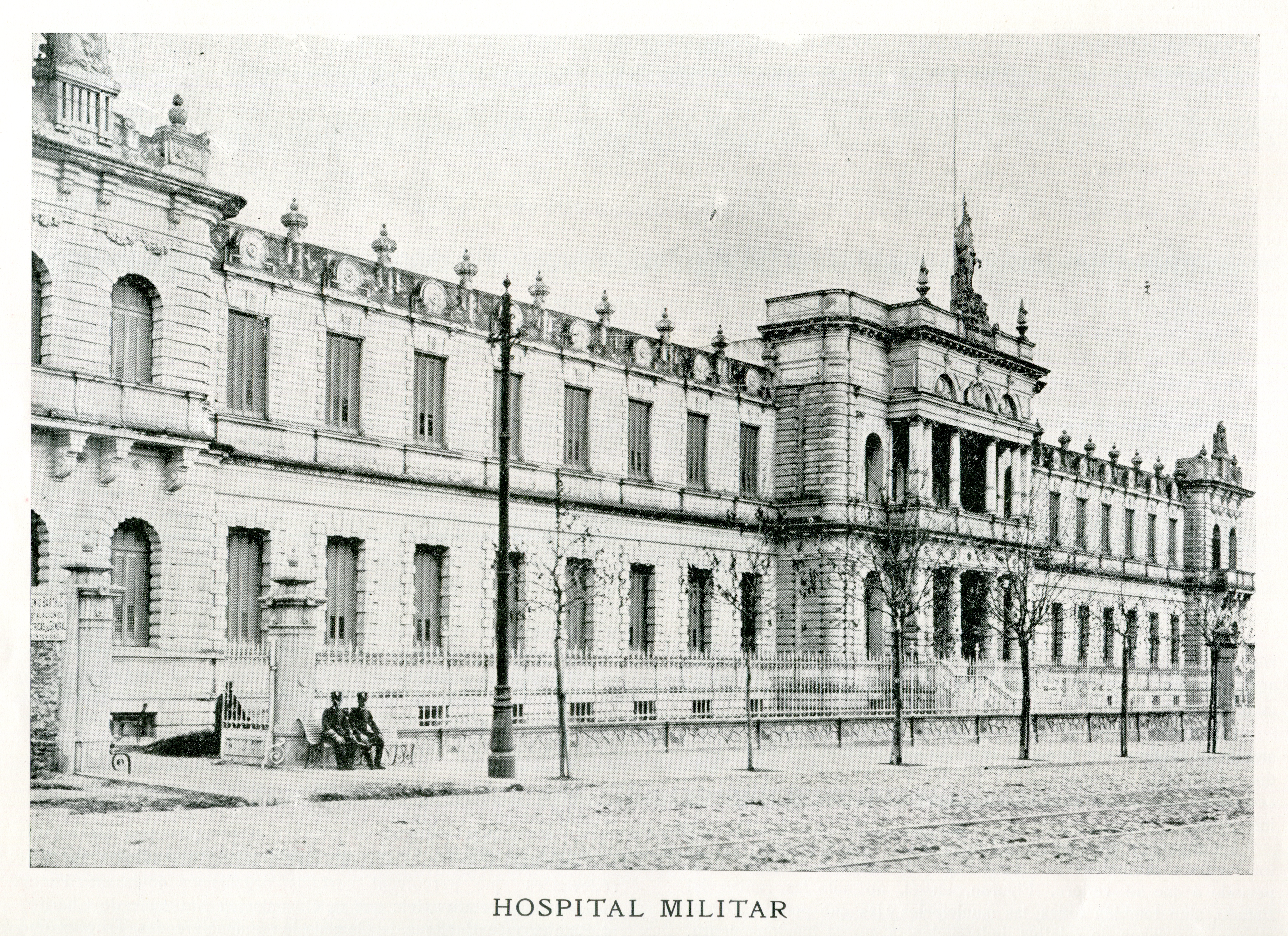
El Hospital Central de las Fuerzas Armadas de Uruguay en 1910.

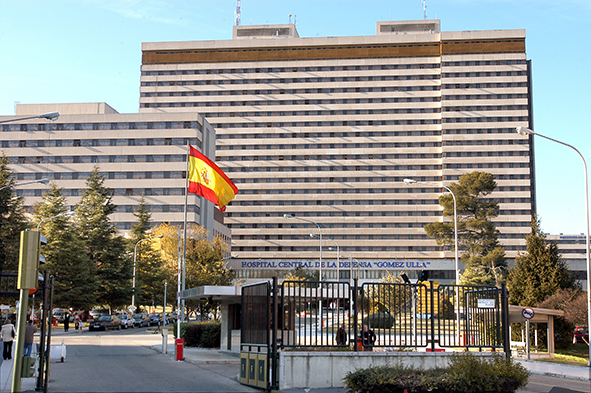
Hospital Central de la Defensa Gómez Ulla (Madrid - España).

Un hospital militar es un centro sanitario que está reservado para la atención del personal militar, sus familiares y otros usuarios autorizados. Presta asistencia de especialidades médicas y quirúrgicas, de diagnóstico y tratamiento en régimen de hospitalización, ambulatorio o en servicio de urgencias. Algunos hospitales militares tienen convenios con otras instituciones para ofrecer sus servicios sanitarios también a la población civil.

## Localización
Puede estar situado en una base militar, o cerca del campo de batalla (hospital de sangre u hospital de campaña) o en una ciudad. Los hospitales navales, administrados por la armada de cada país, suelen estar en ubicados en ciudades costeras o en un buque hospital en el mar. 
En el Reino Unido y Alemania los hospitales militares fueron cerrados, y los militares suelen ser tratados en un ala especial de un hospital civil asignado.

## Hospitales militares hispanoamericanos
- Argentina:

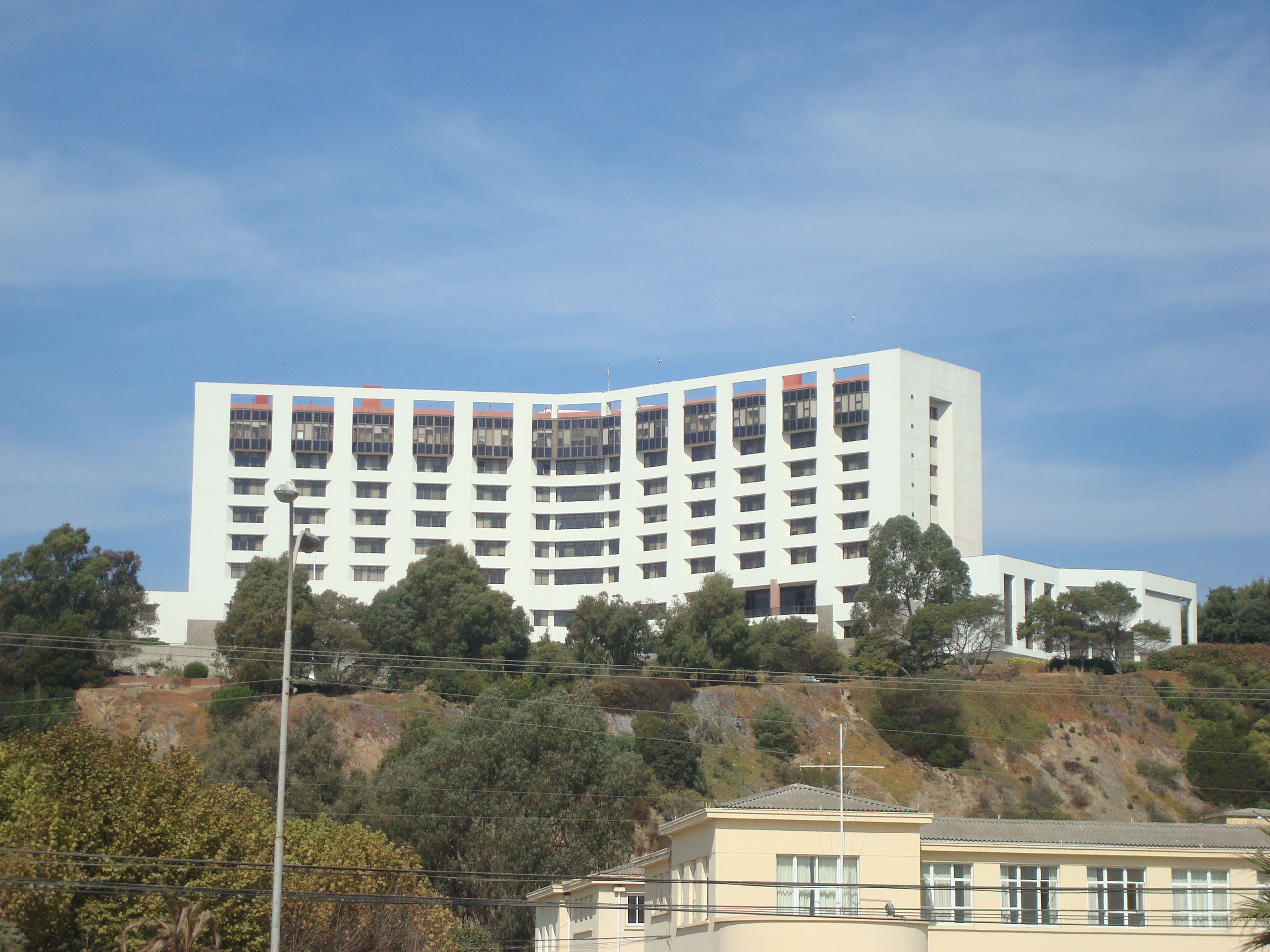
Hospital Naval Almirante Nef en Viña del Mar (Chile).

  - Hospital Militar Central "Dr. Cosme Argerich"
- Chile: 
  - Santiago de Chile:
  - Hospital Militar de Santiago
  - Hospital Gral. Raúl Yaziggy de la Fuerza Aérea
  - Viña del Mar: Hospital Naval Almirante Nef
  - Puerto Williams: Hospital Naval de Puerto Williams
  - Hospital Almirante Adriazola de Talcahuano
  - Hospital Militar del Norte
  - Hospital Militar de Punta Arenas
- Colombia:
  - Hospital Militar Central de Bogotá
- Ecuador: 
  - Hospital General de las Fuerzas Armadas del Ecuador[3]
- España: En el pasado la sanidad militar española poseía una extensa red de hospitales repartidos por todo el país, con una larga historia. Sin embargo, la reducción de efectivos resultante de la profesionalización de las Fuerzas Armadas en 2004, así como la adscripción del personal militar al Sistema Nacional de Salud a través del Instituto Social de las Fuerzas Armadas, los convirtió en innecesarios para la Defensa. Como consecuencia, la inmensa mayoría fueron cedidos a la red sanitaria pública, convertidos a otras funciones o simplemente demolidos para disponer de los terrenos. A 2020 el Ministerio de Defensa conserva la titularidad de los siguientes:
  - Madrid: Hospital Central de la Defensa Gómez Ulla, único que sigue desempeñando funciones esencialmente militares. No obstante, desde 2007 mantiene un acuerdo con el Servicio Madrileño de Salud en virtud del cual también presta asistencia sanitaria pública a la ciudadanía civil y se configura igualmente como hospital universitario. Es centro de referencia nacional para NBQ y enfermedades altamente infecciosas con una unidad de aislamiento de alto nivel en la planta 22.
  - Zaragoza: Hospital General de la Defensa. Desde 2007 sirve también como centro público de especialidades médicas para la población civil de los vecinos barrios de la Romareda y Casablanca gracias a un acuerdo con el Servicio Aragonés de Salud.[4]
  - Valencia: Hospital Militar Vázquez Bernabeu, propiedad del Ministerio de Defensa pero funcionalmente integrado por completo en la red pública general de la Agencia Valenciana de Salud.
- Guatemala: 
  - Hospital Militar de Guatemala
- México: 
  - Hospital Central Militar
- Nicaragua: 
  - Hospital Militar Escuela Dr. Alejandro Dávila Bolaños

- Perú: 
  - Hospital Militar Central del Perú "Coronel Luis Arias Schreiber"
  - Hospital Militar de Lima
  - Clínica Geriátrica Militar de Chorrillos

- Uruguay:
  - Hospital Central de las Fuerzas Armadas, si bien es el único hospital encargado de brindar asistencia a miembros de las fuerzas armadas en el país, el mismo posee un amplio sistema de atención periférica en diferentes departamentos y ciudades del país.
- Venezuela: 
  - Hospital Militar Dr. Carlos Arvelo